# James A. McClure

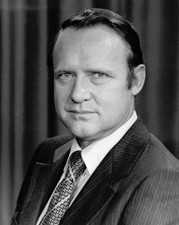
James A. McClure

James Albertus „Jim“ McClure (* 27. Dezember 1924 in Payette, Payette County, Idaho; † 26. Februar 2011 in Garden City, Idaho) war ein US-amerikanischer Politiker (Republikanische Partei), der den Bundesstaat Idaho in beiden Kammern des Kongresses vertrat.

## Leben
Nach dem Besuch der öffentlichen Schulen in seinem Heimatort Payette trat James McClure im Alter von 18 Jahren der US Navy bei, um im Zweiten Weltkrieg zu kämpfen. Er verblieb von 1942 bis 1946 im Militär; während dieser Zeit nahm er am Programm für Marineangehörige an der University of Idaho teil und machte dort 1943 seinen Abschluss. Nachdem er die Marine verlassen hatte, schrieb er sich an der University of Idaho in Moscow ein, wo er 1950 sein juristisches Examen bestand.
Von 1950 bis 1956 war McClure Staatsanwalt im Payette County; außerdem fungierte er zwischen 1953 und 1966 als Prozessanwalt der Stadt Payette. Während dieser Zeit saß er außerdem von 1961 bis 1966 im Senat von Idaho. 1966 trat er im ersten Kongresswahlbezirk des Staates gegen den demokratischen Kongressabgeordneten Compton I. White Jr. an und war siegreich, woraufhin er seinen Sitz im US-Repräsentantenhaus am 3. Januar 1967 einnehmen konnte. In den Jahren 1968 und 1970 gelang ihm jeweils die Wiederwahl.
Als US-Senator Len Jordan 1972 nicht erneut kandidierte, bewarb McClure sich erfolgreich um dessen Nachfolge. Er besiegte den Demokraten William E. Davis und wechselte am 3. Januar 1973 innerhalb des Kongresses in den Senat, wo er nach zweimaliger ungefährdeter Wiederwahl bis zum 3. Januar 1991 verblieb. 1984 strebte er die Wahl zum Majority Leader an, unterlag aber Bob Dole aus Kansas. Während seiner 18-jährigen Amtszeit war McClure unter anderem von 1981 bis 1987 Vorsitzender des Committee on Energy and Natural Resources. In dieser Funktion machte er sich schon frühzeitig für den Einsatz von Elektroautos stark und propagierte die Unabhängigkeit der Vereinigten Staaten in Fragen der Energieversorgung. Von 1981 bis 1985 war er außerdem Republican Conference Chairman im Senat.
1990 entschied sich McClure gegen eine erneute Kandidatur; seine Nachfolge trat der Kongressabgeordnete Larry Craig an. Nach seinem Abschied aus dem Senat blieb er in Washington, wo er als Politikberater und Lobbyist tätig war. Später kehrte er nach Idaho zurück, wo er seitdem in McCall lebt. Im Dezember 2008 erlitt McClure einen Schlaganfall, von dem er sich wieder erholte. Das Gerichtsgebäude in Idahos Hauptstadt Boise trägt seit 2001 zu Ehren des langjährigen Senators den Namen James A. McClure Federal Building and United States Courthouse.